# Kirche Sogn Pieder

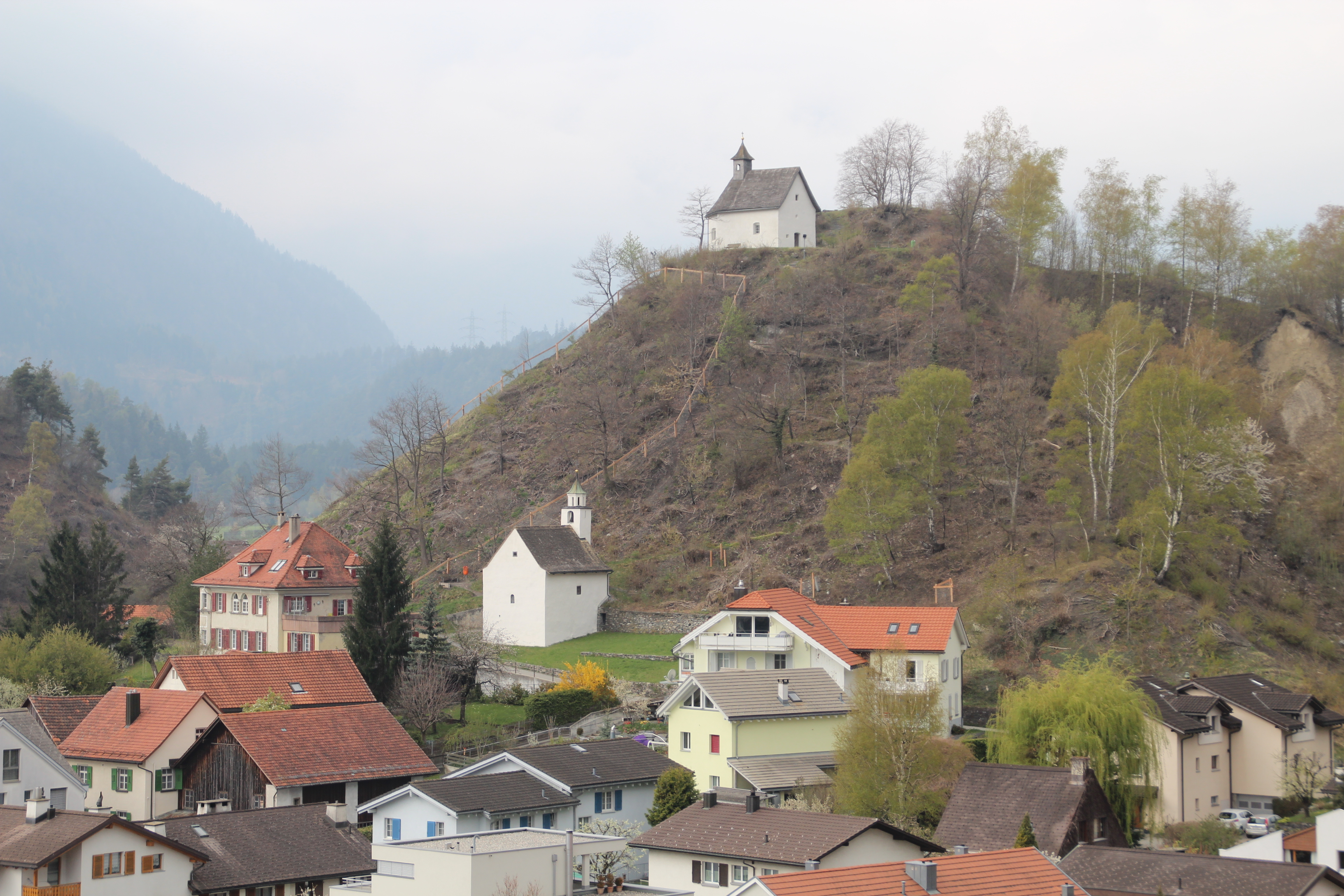
Unten die Kapelle Sogn Pieder, auf dem Hügel die Antoniuskapelle

Die denkmalgeschützte Kirche Sogn Pieder (rätoromanisch für Sankt Peter) steht in Domat/Ems im Kanton Graubünden östlich unterhalb der Tuma Casté.

## Geschichte
Sogn Pieder war die erste Pfarrkirche von Ems. Sie ist eine der wenigen erhaltenen karolingischen Sakralbauten Graubündens. 774 wurde sie grösstenteils auf den Resten einer früheren Kirche erbaut. Nördlich der Kirche liegen Fundamentreste eines grösseren rechteckigen Baus, der möglicherweise zu einem Mönchshof gehörte, den König Otto am 16. Mai 960 dem Kloster Disentis schenkte.

## Bau

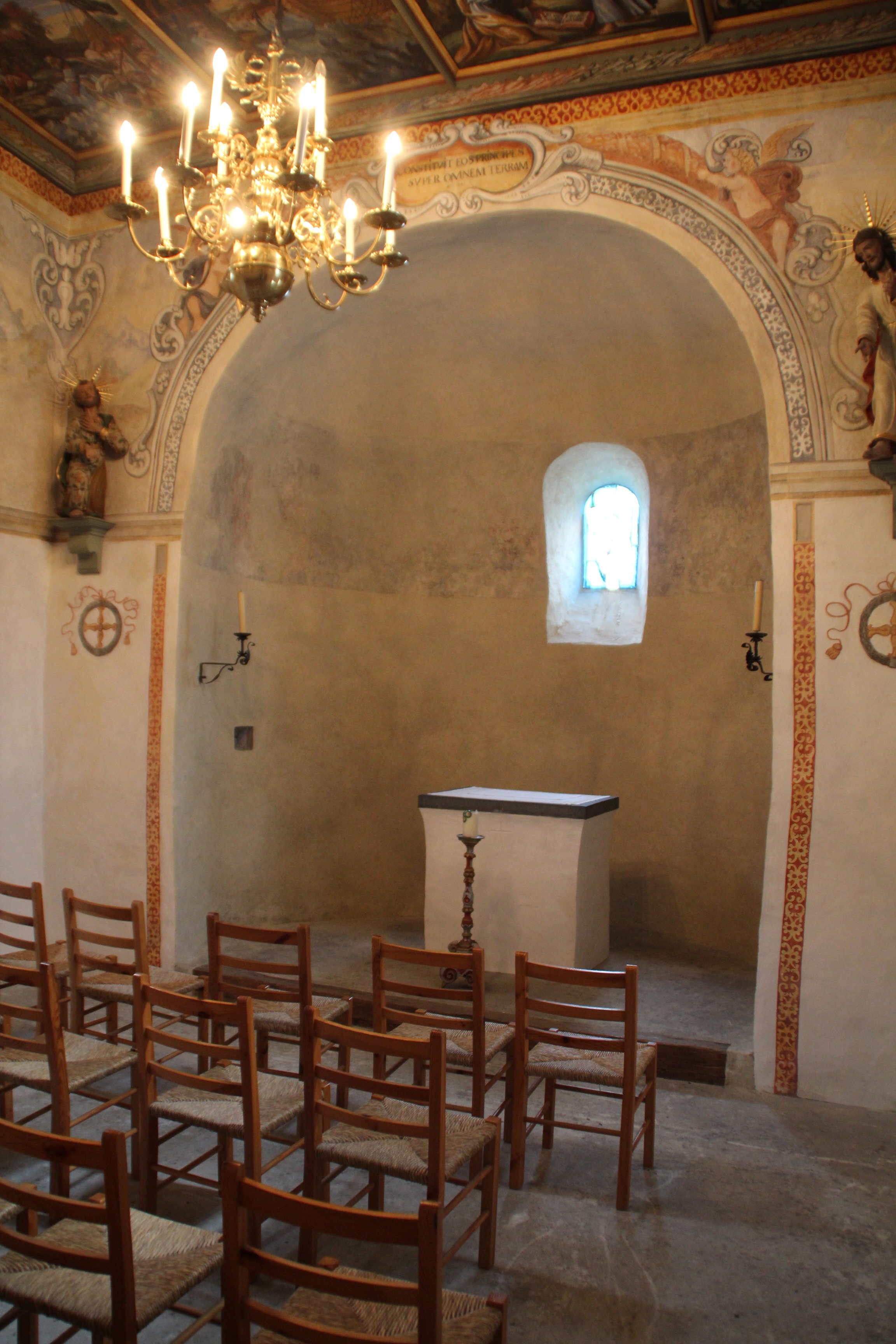
Chor

Sogn Pieder ist ein einfacher Rechtecksbau mit einer hufeisenförmigen Apsis, die durch ein kleines Rundbogenfenster belichtet wird. Das steile Dach und der Turm im Westen mit seinem achteckigen Aufbau stammen aus dem Jahr 1698 und wurden anlässlich einer Renovation erbaut.
Gleichzeitig entstanden im Schiff die flache Leistendecke sowie die Deckenmalereien in 16 Feldern. Sie zeigen Szenen aus dem Leben von Petrus und stammen vom Disentiser Pater Fridolin Eggert (1655–1709).
Auch die sechs Apostelfiguren an den Wänden des Kirchenschiffs, die zwei Figuren der Schlüsselübergabe an der Chorbogenwand und das Kruzifix an der Westwand stammen aus dieser Zeit. An den Wänden des Langhauses haben sich Fragmente von Malereien erhalten.
Renovationen fanden 1932 und 1975–79 statt.
Bei der Renovation 1975–1979 erhielt das Ostfenster in der Apsis wieder seine ursprüngliche Form. Das Glasbild mit dem Namen Jerusalem, die neue Stadt, geschaffen 1979, stammt von Gian Casty. Ein sehr ähnliches Fenster findet sich auch im Aufbewahrungsraum des Spital Oberengadin in Samedan.

## Galerie

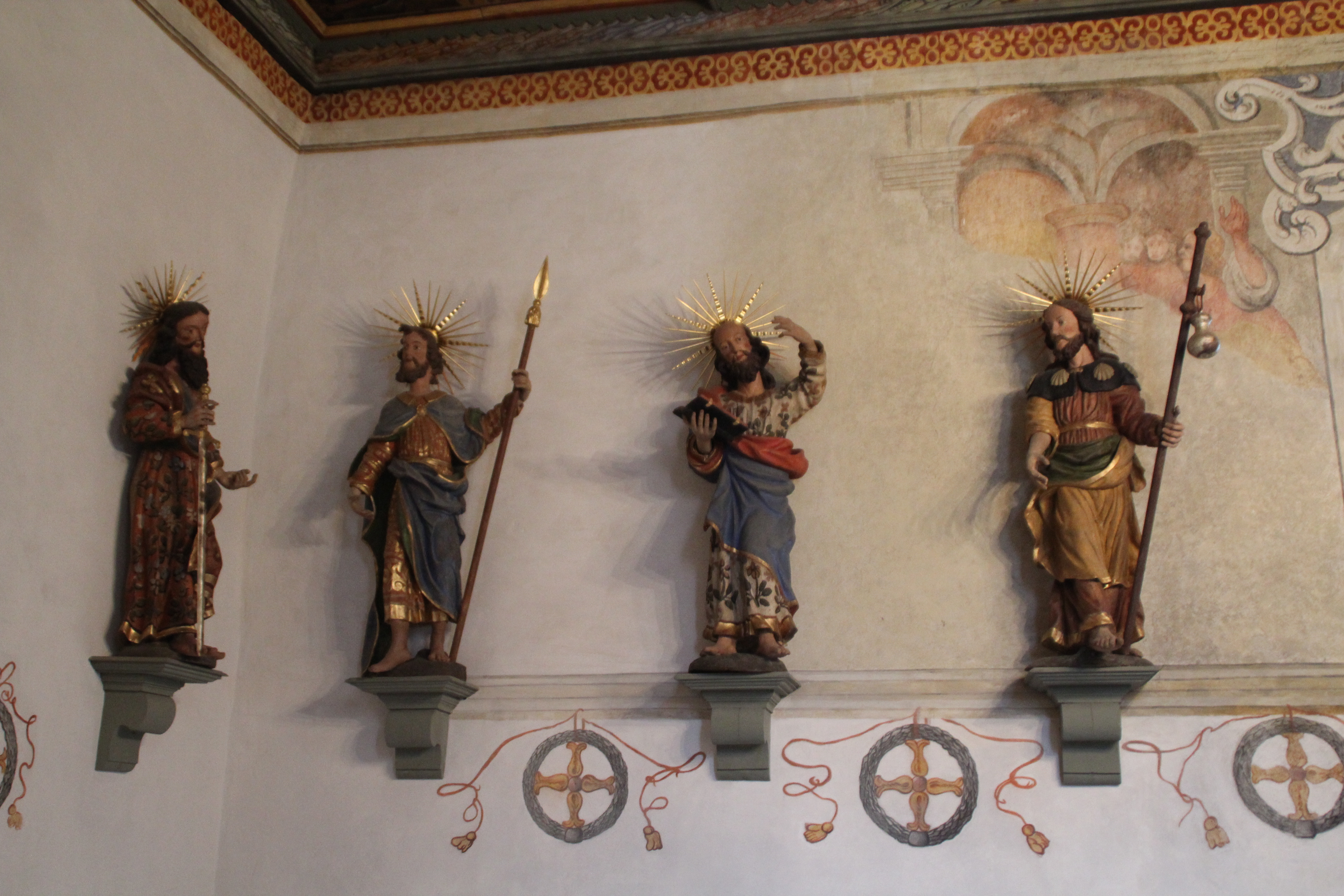
Apostelfiguren
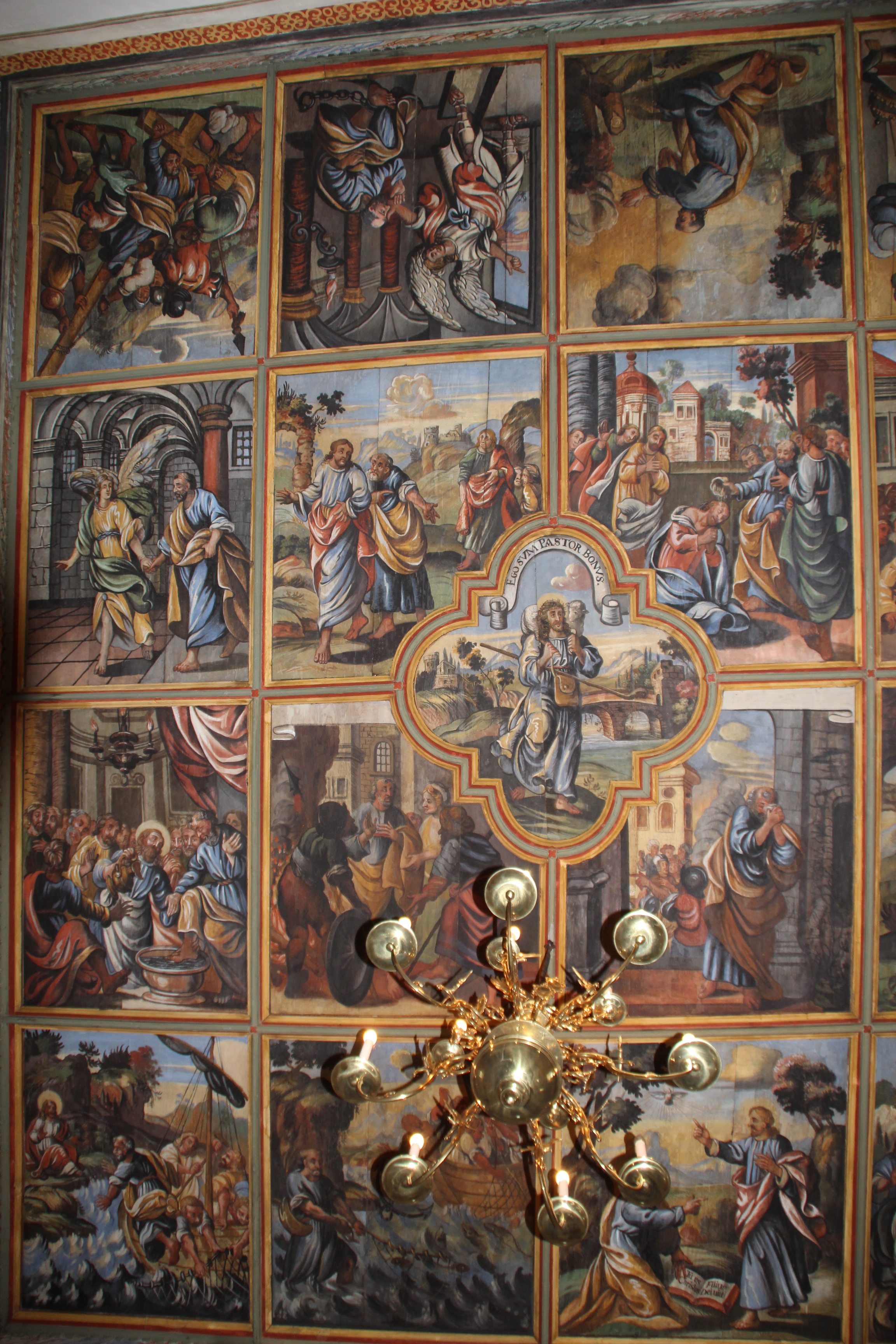
Deckengemälde
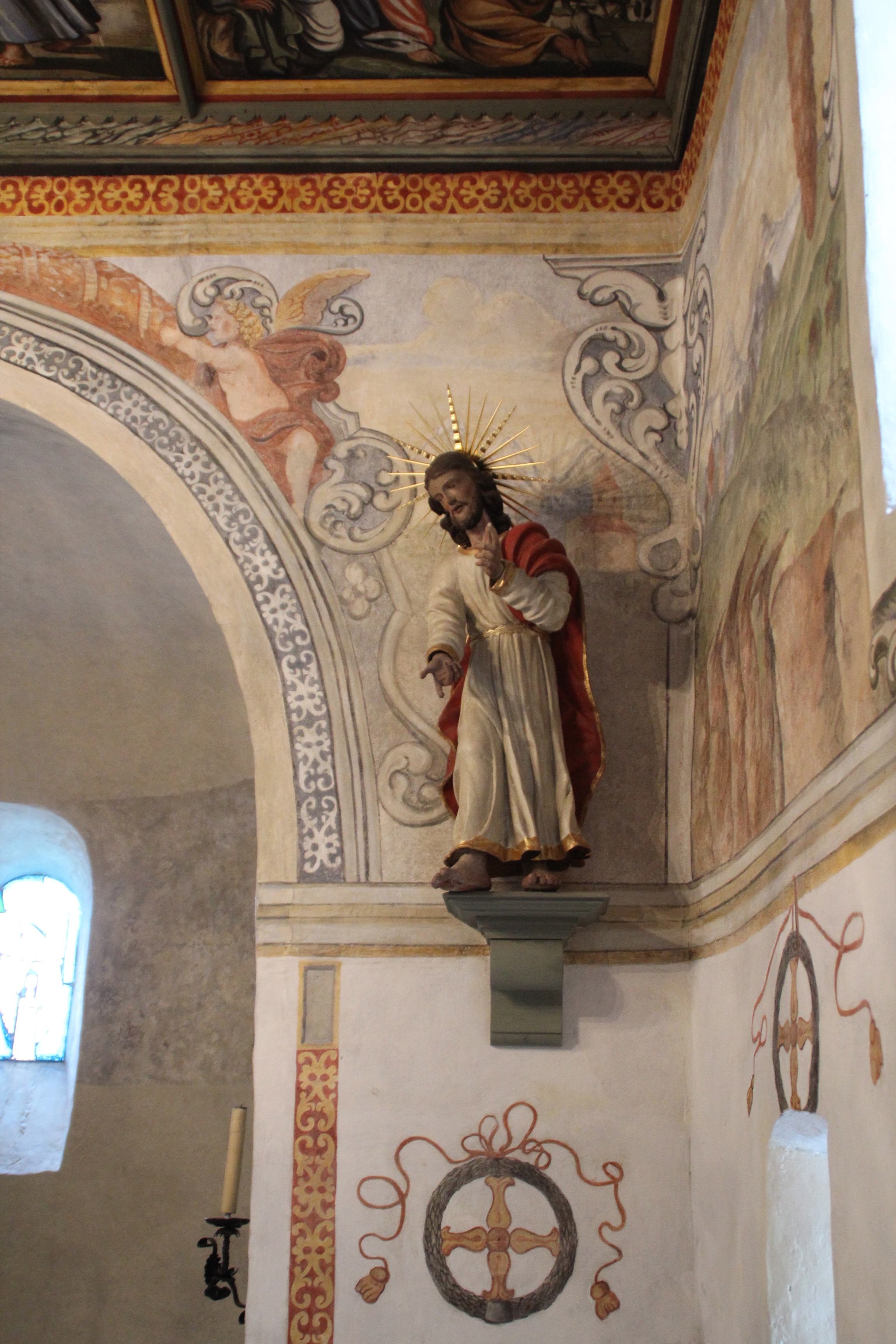
Petrusfigur am Chorbogen
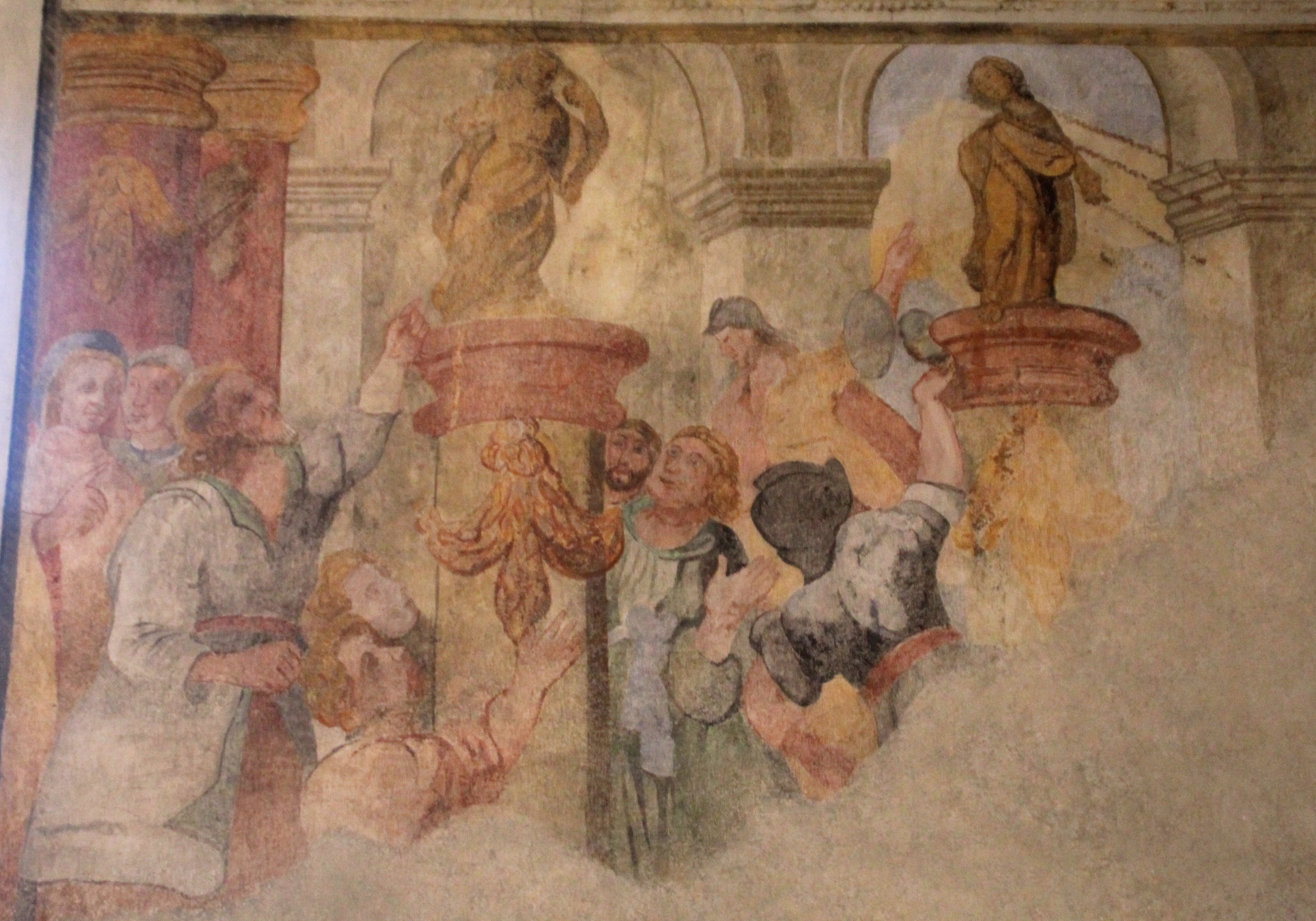
Reste eines Wandbildes

## Kapelle St. Antonius
Auf dem ehemaligen Burghügel steht die 1725 erbaute Kapelle St. Antonius (Caplutta Sogn Antoni) mit zwei Altären. Die Tafelbilder stammen aus dem 18./19. Jahrhundert. Die Kapelle wurde 1995 restauriert.